# Rise Kirke (Ærø)
 For alternative betydninger, se Rise Kirke. (Se også artikler, som begynder med Rise Kirke)
Rise Kirke i landsbyen Store Rise på Ærø er oprindelig en romansk kirke fra sidst i 1100-tallet. Siden er den forsynet med hvælvinger og udvidet i 2 omgange (sidst 1697) mod øst for bl.a. at kunne rumme det stadigt voksende befolkningstal, især i Marstal, der indtil 1738 søgte Rise kirke. I kirkegårdsmuren mod præstegårdshaven ses en middelalderlig port fra ca. 1450. Ved kirkegårdsdiget ud mod landevejen vokser som det eneste sted på Ærø den sjældne plante Hjertebladet Slangerod (Aristolochia clematitis).
Tårnet fra sengotisk tid er af samme type som i Bregninge Kirke, var oprindelig tækket med egespåner, men siden 1957 med kobber.
Koret mod øst blev første gang forlænget i 1375 og fik indbygget krydshvælv med rundstavsprofilerede ribber. Omkring reformationen blev koret yderligere forlænget mod øst med et krydshvælvet fag, samtidig fik skibet indbygget tre fag krydshvælv, der mod øst har hjørnetromper. Den nordlige udbygning var tidligere forbundet med skibet ved en bue og blev benyttet af kirkesøgende fra Marstal, i dag benyttes udbygningen som ligkapel.
Skibet har bevaret sine døre, norddøren tilmuret, syddøren i brug med kilestik, glat tympanon og skråkantprofilerede kragsten. Tårn, våbenhus og udbygningen mod nord er opført i sengotisk tid. I våbenhusets sydmur er indsat en skjoldlignende kvader, som kan være et glathugget hoved.
Altertavlen er en fløjaltertavle fra ca 1300-1450, fremstiller Jesu lidelses- og opstandelseshistorie. Passionsreliefferne er fra årtierne omkring 1300. På fodstykket er anbragt et nadvermaleri fra 1600-tallet
Prædikestolen er et renæssancearbejde fra 1624.
Den romanske granitfont har arkader på kummen og mandshoveder på den firkantede fod,
Orgelet har 17 stemmer og er bygget af Marcussen & Søn, Åbenrå i 1883.

## Ekstern henvisning og kilde
- Rise Kirke Arkiveret 31. januar 2011 hos  Wayback Machine hos Nordenskirker.dk
- Rise Kirke hos KortTilKirken.dk